# Jayanti (božica)
U hinduističkoj mitologiji, Jayanti je božica te kći Indre (kralj bogova) i njegove supruge Shachi. Opisana je kao žena Shukre (Śukra), boga planeta Venere te gurua asurâ. Iz njihove seksualne unije rođena je kći, Devayani, koja je spomenuta u slavnom epu Mahabharata. Jayantin je brat bog Jayanta.
Tekstovi u kojima je opisan brak Jayanti i Shukre su Vayu Purana, Matsya Purana, Brahmanda Purana, Devi-Bhagavata Purana i Padma Purana.